# Association of Zoos and Aquariums

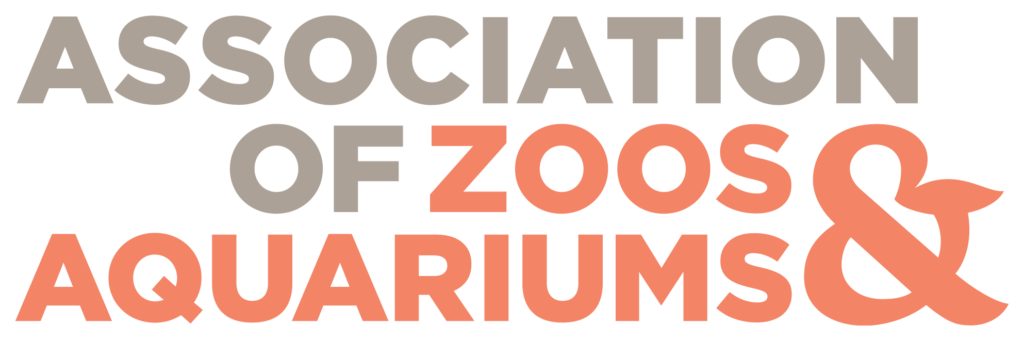
Logo

De Association of Zoos and Aquariums (AZA, voorheen American Zoo and Aquarium Association) is een Amerikaanse non-profitorganisatie van dierentuinen en publieke aquaria. De organisatie houdt zich bezig met de promotie van natuurbescherming, educatie, wetenschap en recreatie. 
De organisatie werd in 1924 opgericht als de American Association of Zoological Parks and Aquariums. Het oorspronkelijke doel was om een professioneel forum te bieden aan beheerders van dierentuinen om over hun dieren te discussiëren. In 1972 werd de organisatie onafhankelijk en begon voor beschermingsprogramma's van dieren te ijveren.
Aangesloten instituten zijn onder meer Arizona-Sonora Desert Museum (Arizona), Bronx Zoo (New York), Butterfly House (Missouri), Cincinnati Zoo and Botanical Garden (Ohio), Georgia Aquarium (Georgia), Houston Zoo (Texas) North Carolina Zoological Park (North Carolina), Prospect Park Zoo (New York), San Francisco Zoo (Californië),  Seneca Park Zoo (New York) en Smithsonian National Zoological Park (Washington D.C.). Een opvallend aangesloten park is Disney's Animal Kingdom, een pretpark waarin diersoorten zijn te vinden.